# Еббот Гендерсон Теєр
Еббот Гендерсон Теєр (англ. Abbott Handerson Thayer; 12 серпня, 1849 — 29 травня, 1921) — американський художник, який зробив помітний внесок в теорію і практику військового камуфляжу. Використовуючи спостереження над маскувальним забарвленням тварин і птахів, розробив принцип камуфляжу «контрзатінення», який іноді називають «Закон Теєра» (англ. Thayer's Law).

## Життя та творчість
Після закінчення школи Теєр приїжджає в Нью-Йорк, де вчиться в бруклінській Школі мистецтв, а потім в Національній академії дизайну. У 1875 році він вирушає до Парижа і вступає до Школи образотворчих мистецтв, де його викладачами були Анрі Леман і Жан-Леон Жером.
У 1879 році Теєр повертається на батьківщину; живе і працює в Нью-Йорку. У цей період художник пише в стилі барбізонців переважно сценки з життя тварин і пейзажі. Згодом тематика його творчості змінюється і Теєр стає відомим портретистом. З 1889 року він — член-кореспондент Національної Академії дизайну, з 1901 року — дійсний член Академії. Був також членом-кореспондентом Академії Святого Луки в Римі. З 1901 року Теєр живе в сільській місцевості Нью-Гемпшира.
Еббот деякий час провів в місті Дублін, штат Нью-Гемпшир, де була колонія художників. Тут він зацікавився захисним забарвленням в природі і розробкою військових камуфляжів.
Помер 29 травня 1921 року. Був кремований, його прах розвіяний.

## Теорія камуфляжу

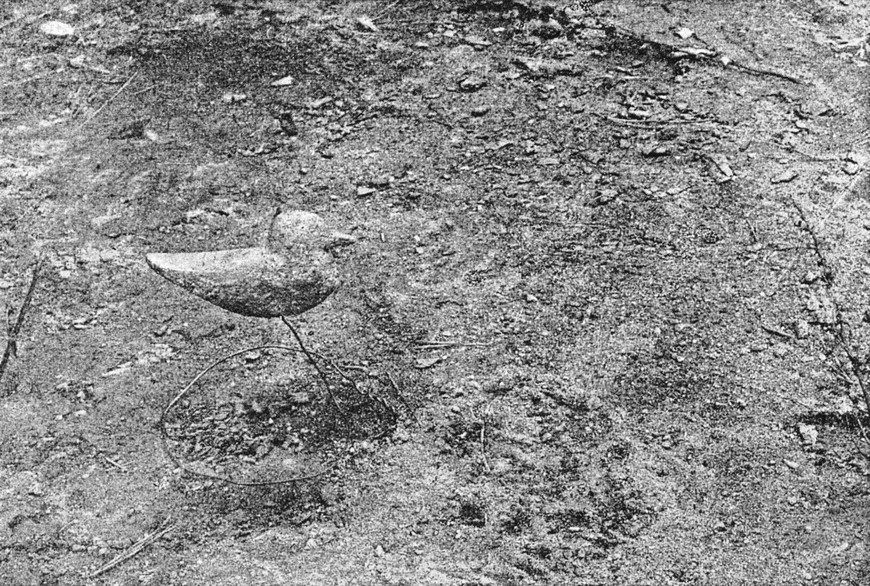
Фотознімок Еббота Теєра (1908) з демонстрацією контрзатінення, з використанням двох дерев'яних качок-приманок. Та, що ліворуч і добре помітна пофарбована в колір навколишньої поверхні, але не має контрзатінення, тоді як та, що праворуч (яка майже невидима), була ретельно контрзатінена.

Теєра іноді називають «батьком камуфляжу». Хоча він не винайшов камуфляж, він був одним із перших, хто писав про деформаційні візерунки, що руйнують контури об'єкта, про відволікаючий камуфляж, про мімікрію, коли форма та кольори метелика імітують листя (хоча тут його випередили Бейтс, Воллес і Поултон), і особливо про контрзатінення.
Починаючи з 1892 року, він писав про функцію контрзатінення в природі, за допомогою якої форми виглядають менш об'ємними і менш чіткими через окраску, що створює перевернуте затінення, чим він пояснює світлу нижню частину тварин. Цей твердження досі користується широким визнанням і його іноді називають законом Теєра. Однак Еббот стверджував також, що всі тварини використовують камуфляж і підірвав до себе довіру, стверджуючи, що такі помітні птахи, як павичі та фламінго, насправді використовували маскувальний колір. Теодор Рузвельт різко критикував його за це у великій статті.
Теєр вперше почав займатися військовим камуфляжем у 1898 році, під час Іспансько-американської війни, коли він і його друг Джордж де Форест Браш запропонували використовувати захисне забарвлення на американських кораблях, використовуючи контрзатінення. Два художники дійсно отримали патент на свою ідею в 1902 році під назвою «Процес обробки зовнішньої сторони кораблів тощо для того, щоб зробити їх менш помітними», в якій описується, що їхній метод розроблений на основі забарвлення мартинів.
Експерименти Теєра та Браша з камуфляжем продовжилися під час Першої світової війни, як спільно, так і окремо. На початку війни, наприклад, Браш розробив прозорий літак, тоді як Теєр продовжував цікавитися деформаційним або контрастним камуфляжем, що мало чим відрізнялося від того, що британський дизайнер корабельного камуфляжу Норман Вілкінсон назвав би сліпучим камуфляжем (термін, який, можливо, був взятий з праць Теєра, який називав деформаційні забарвлення в природі «razzle dazzle»).
Метод Теєра був оснований на відкритому ним механізмі роботи мозку при сприйнятті зорових образів. Теєр зрозумів, що мозок насамперед реагує на контрасти, контури і візерунок. На основі цього аналізу формується попередня версія про природу образу, яка і стає основою для подальшого осмислення побаченого. Розуміння цього механізму дозволило Теєрові зрозуміти принципи мімікрії в живій природі та розробити на цій основі способи військового камуфляжу. Теєр першим в історії запропонував військовим використовувати контрзатінення та маскувальні малюнки.
У 1898 році, спільно з художником Джорджем де Форест Брашом та його дружиною Мері Тейлор Браш, запатентував принцип маскувальною забарвлення кораблів (патент США № 715013 — «Process of Treating the Outside of Ships, etc., For Making Them Less Visible».)
Поступово Теєр і Браш довірили роботу з маскування своїм синам. «Приховане забарвлення в царстві тварин» (1909), підготовка якого тривала сім років, приписується сину Теєра, Джеральду. Приблизно в той же час, Теєр знову запропонував корабельний камуфляж для ВМС США (і знову невдало), цього разу співпрацюючи не з Брашем, а з його сином, Джеромом (названим на честь вчителя свого батька).
У 1915 році, під час Першої світової війни, Теєр зробив пропозиції Британському воєнному офісу, безуспішно намагаючись переконати його прийняти бойове спорядження з деформаційними візерунками замість монохромного кольору хакі. Проте Теєр покинув Британію, так і не дочекавшись зустрічі в офісі, хоча він дуже хотів бути присутнім на ній особисто. Тим часом пропозиція Теєра та Джерома Браша щодо використання контрзатінювання в камуфляжі кораблів була схвалена для використання на американських кораблях, і жменька ентузіастів Теєра (серед них Баррі Фолкнер) завербувала сотні художників, щоб залучити їх до Американського корпусу камуфляжу.

## Сім'я
Сестра: Еллен Фішер (1847—1911) — американська художниця.
Був двічі одружений:
1. Catherine Bloede Thayer (1846—1891);
2. Emeline Buckingham Beach Thayer (1849—1924) — також була художницею-анімалісткою.

Діти:
- William Henry Thayer (1878—1880);
- Mary Bloede Thayer Birch (1878);
- Ralph Waldo Thayer (1881—1881);
- Gerald Handerson Thayer (1883—1935);
- Gladys Thayer Reasoner (1886—1945).

## Галерея

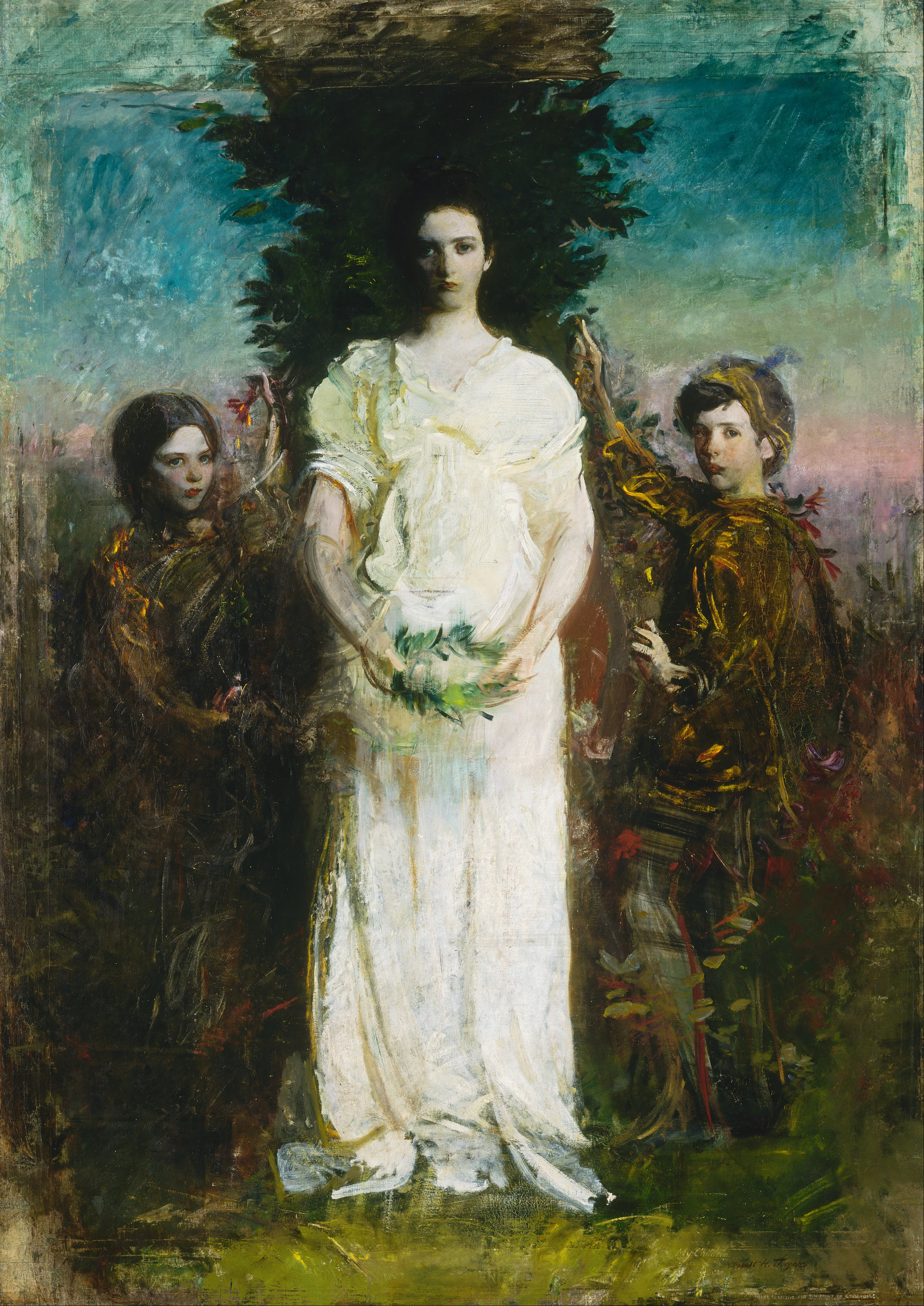
Мої діти (1897)
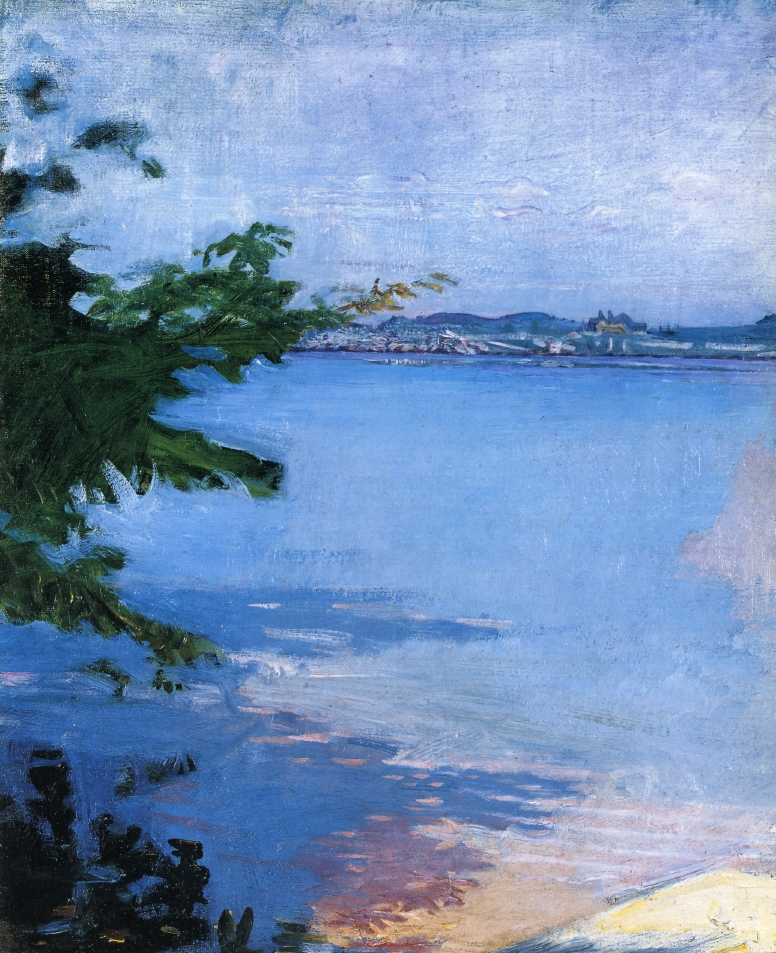
Дублін Понд, Нью-Гемпшир (1894)
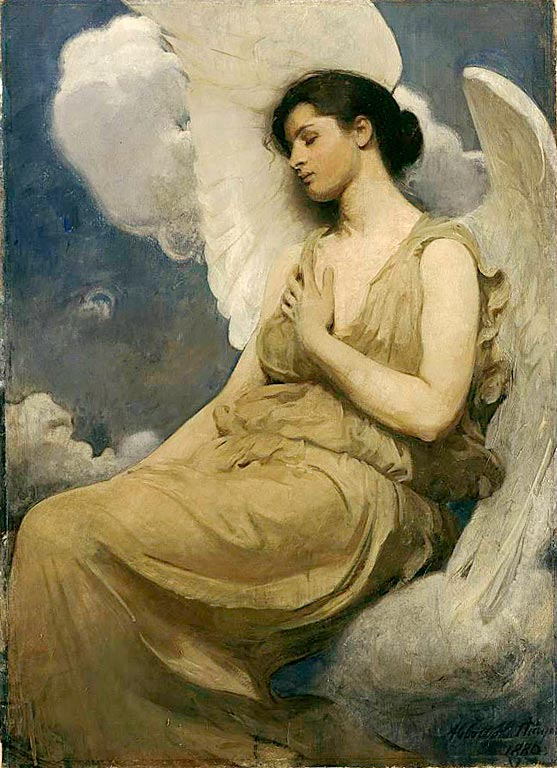
Крилата постать (1889)
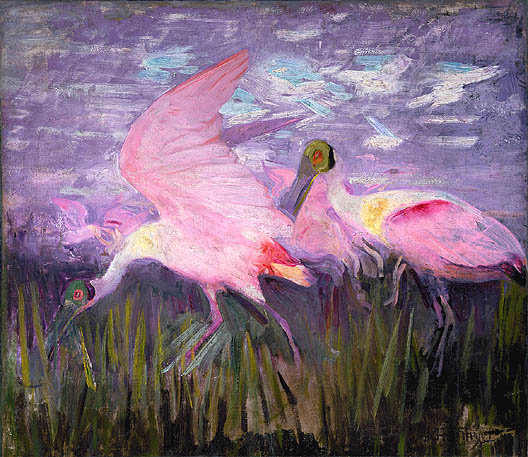
Рожеві фламінго (1905—1909)
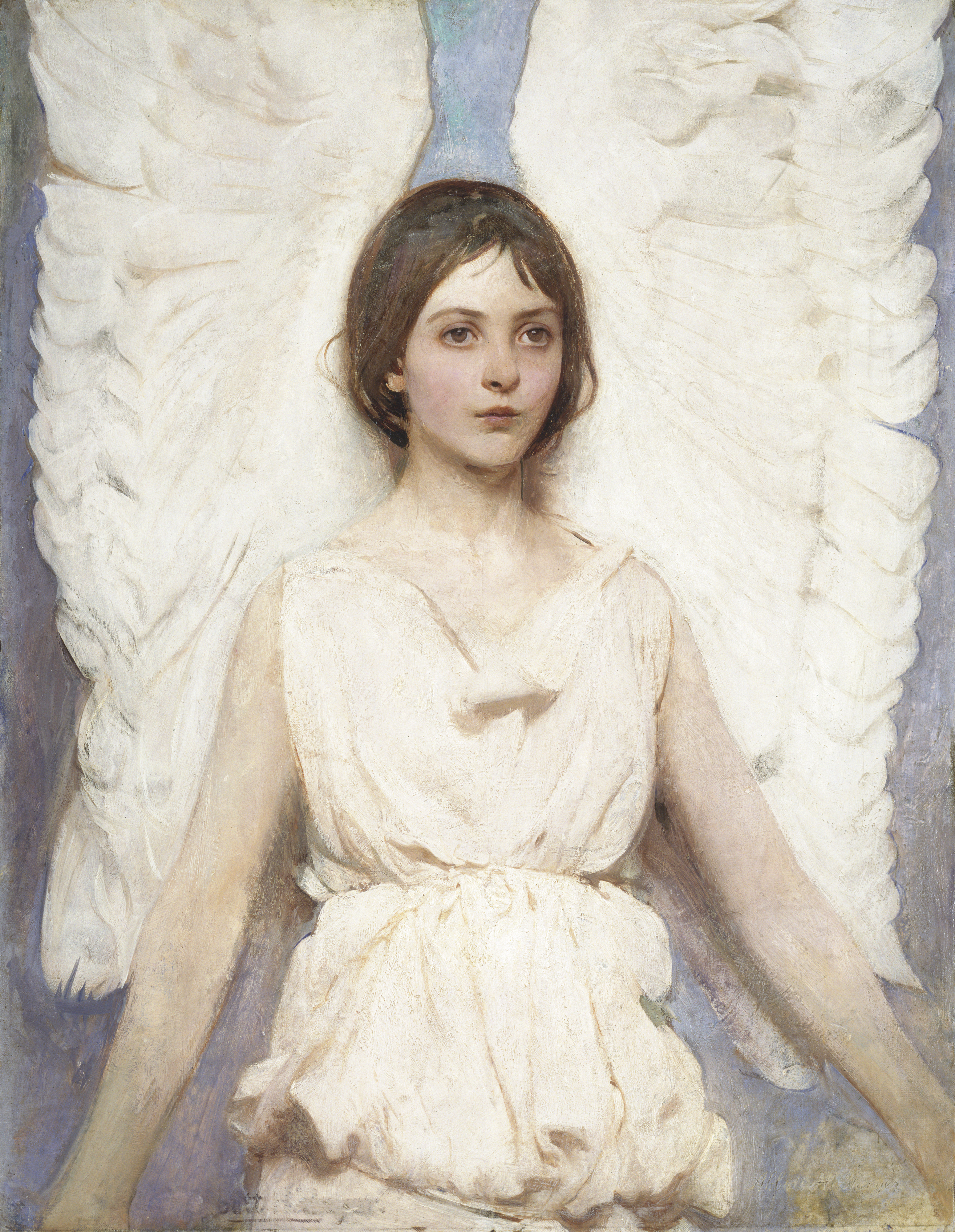
Янгол
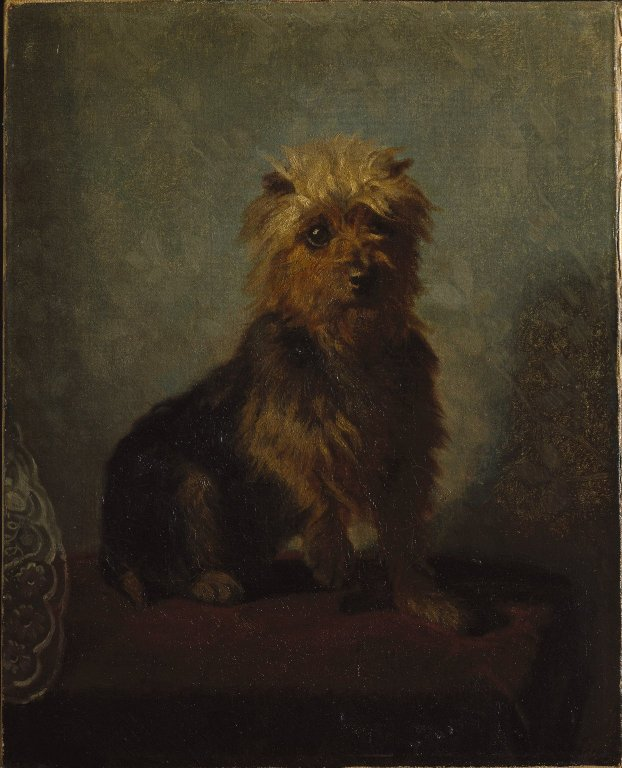
Пес Чедвіка
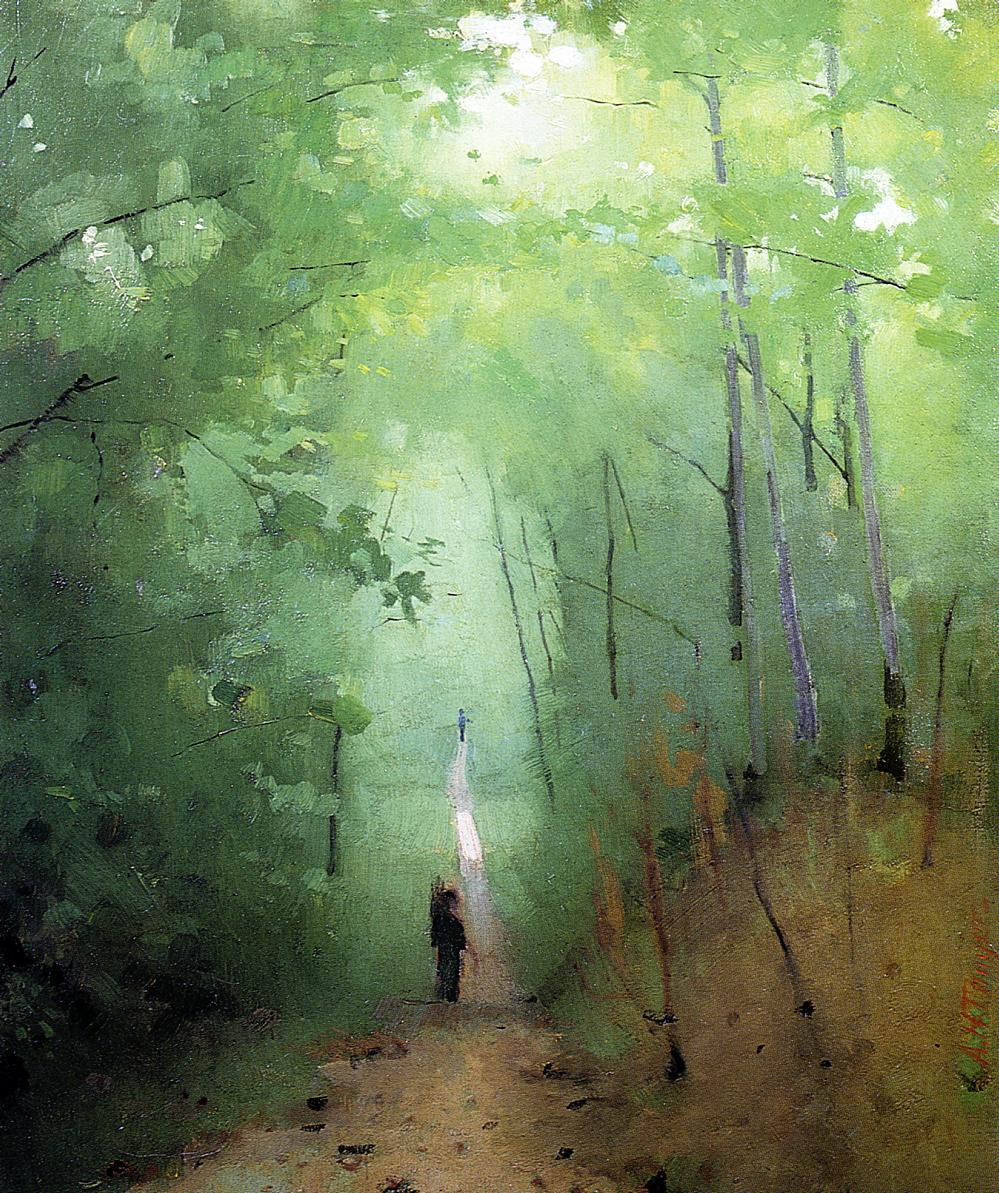
Ліс Фонтенбло
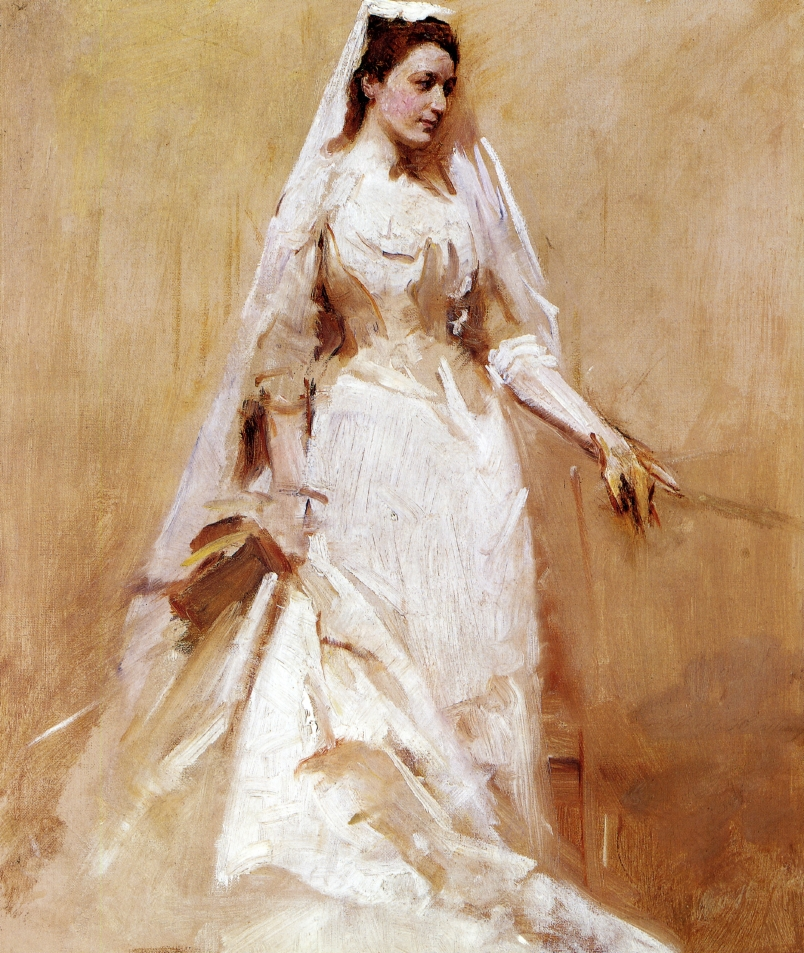
Наречена (1895)
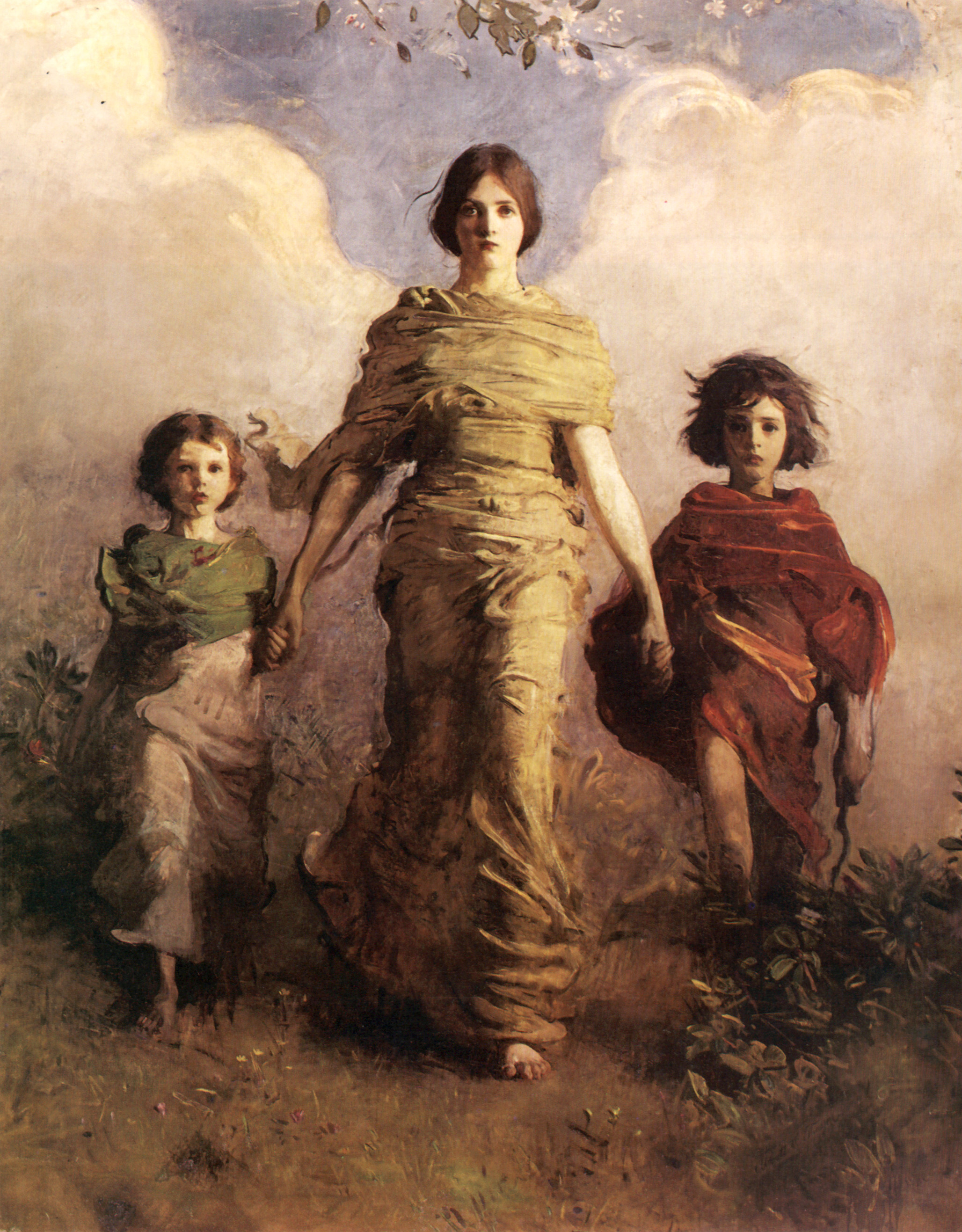
Діва
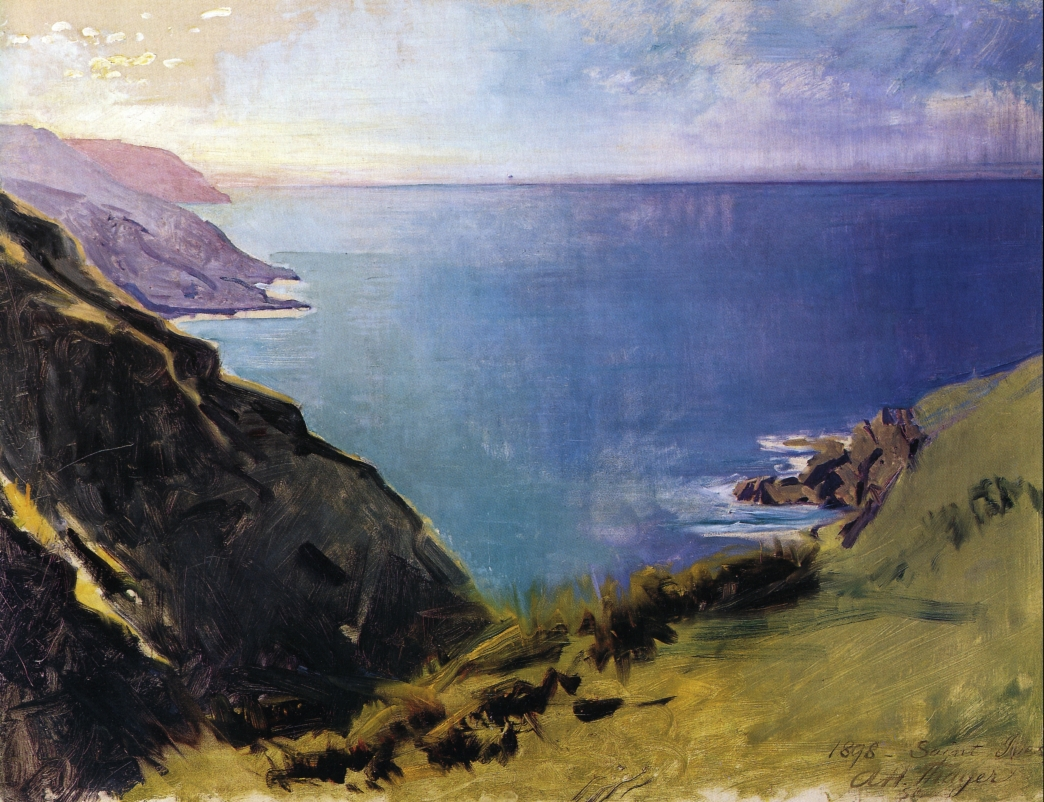
Міс Корніш (1898)
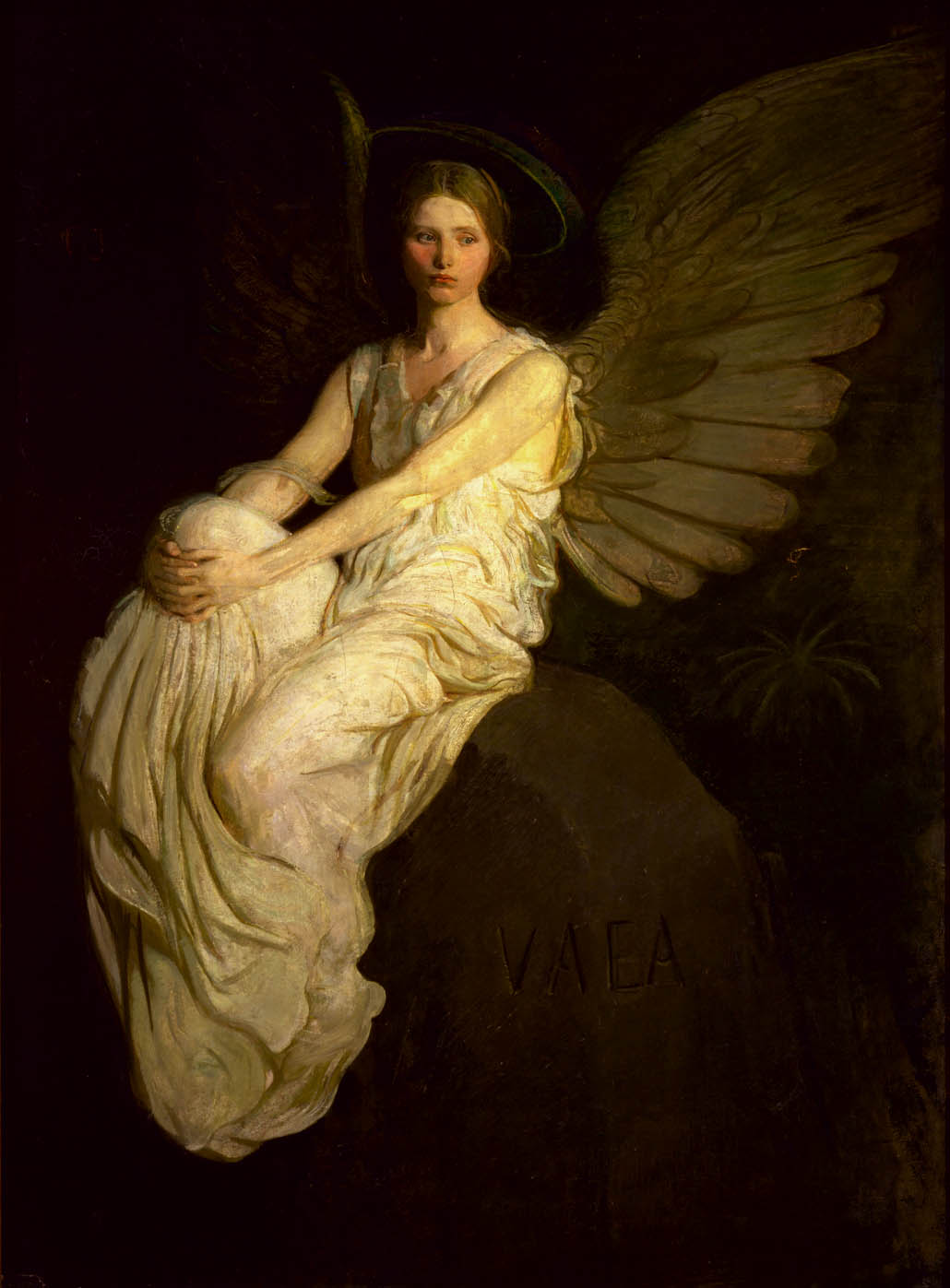
Пам'яті Стівенсон (1903)
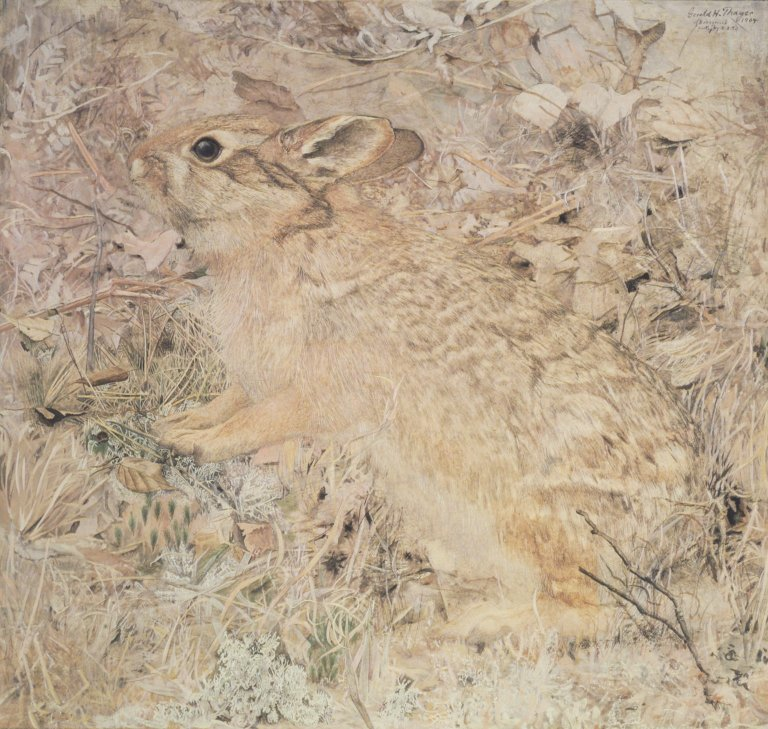
Е.Х.Теєр і Дж.Х.Теєр Кролик в сухій траві (1909)